# Drakan: The Ancients' Gates
Drakan: The Ancients' Gates est un Action-RPG développé par Surreal Software et édité en 2002 par Sony Computer Entertainment sur PlayStation 2.

## Synopsis
L'histoire se passe sur une planète imaginaire appelée Drakan. Peu de temps après avoir combattu Navaros, Arokh reçoit un l'appel  de l'ancien ordre des flammes. Devant y répondre le dragon laisse sa compagne humaine qui le rejoindra plus tard à Surdana, car Rynn doit encore enterrer les corps des habitants de son village, morts lors d'une attaque de Wartocks. Malgré la tristesse qu'elle ressent après la mort de son frère, la guerrière rejoint son ami dragon afin de combattre une nouvelle menace : les seigneurs du désert, des sorciers démons venant d'une autre dimension pour dominer la race humaine.

## Histoire
Une fois arrivée à Surdana, Rynn doit rencontrer la reine, Lady Myschal qui a besoin son aide. Pendant ce temps, Arokh parti à la recherche d'un ancien artéfact, se retrouve face à un problème : il ne peut pas atteindre l'objet à cause de sa taille. Rynn doit alors se rendre dans les marais à sa place et y affronte Toadfist, le chef des trogs. Une fois vaincu, elle récupère l'artéfact sur l'arbre du deuil. Cependant, ces actes de rébellion ne passent pas inaperçus, car à son retour, Rynn peut entrevoir une projection astrale de Jasaad Duthane, le chef des seigneurs du désert. Après cet évènement, Lady Myschala presse Rynn et Arokh d'ouvrir la première porte se trouvant à Ravenshold. Un nouvel obstacle se dresse à nouveau devant les deux héros. Les îles adréliannes, l'escale principale pour se rendre à Ravenshold, sont coupés du monde par un sortilège de tempête. Les bateaux qui y arrivent ne peuvent plus repartir. C'est un shaman grull appelé Bonegrinder le responsable.

## L'univers

### Les différents lieux
- Surdana : C'est la ville principale, capitale des humains, entourée de lacs, de montagnes, de ruisseaux... Le joueur y revient plusieurs fois dans le jeu. C'est la dernière ville à être encore debout depuis la Guerre des ténèbres. L'Oeuil de la mère reliant toutes les portes ancienne se trouve là-bas. Jade, une magicienne talentueuse, vit près du château de la reine Myschala, dans une grande tour. Le général Dehrimon et ses hommes repoussent les attaques des Grulls & des Wartoks des environs. Le Monastère des Frères de la Parole Eternelle se trouve reclus entre deux montagnes mais leur sagesse peut-être d'une grande utilité. Mais il y a aussi de nombreux ennemis comme l'Inquisiteur qui hante les catacombes de Surdana, le Demon-Squelette qui convertit les corps des moines morts du Monastère des Frères de la Parole Eternelle et souillent leur âme, et le Poulet dévoreur de chair.
- Shadowmire : Un sordide marais, repaire des Trogs et de leur chef, Toadfist. Quelques humains sont présents mais il n'y a aucun alliés. Toadfist, pour montrer qu'il est un grand chef, possède une couronne que veut à tout prix Brekk le Forgeron de Surdana. Rynn devant aller dans les marais pour trouver la Rune de l'âme pour Arokh, autant en profiter pour régler son compte à Toadfist et lui prendre sa couronne qui vaut bien la petite somme qu'offre Brekk en échange.
- Kragmoor : Cette région, avant fertile et habitée, n'est plus qu'un amas de cendres et de ruines. C'est d'ailleurs pour cela que Snotmaw, le chef des Wartoks, a fait de ce lieu désolé et anéanti son siège de guerre avec pour seul objectif: détruire Surdana.
- Iles Andrellian : Bonegrinder, un Grull Shaman a jeté un sort sur ces îles. D'immenses tornades empêchent les gens de prendre la mer et donc bloquent l'héroïne. Les hommes possèdent un comptoir sur ces îles, carrefour entre Surdana et Ravenshold. Mezzidriel, un dragon à deux têtes, qui faisait partie de l'Union des Ténèbres est maintenant sous les ordres de Bonegrinder et garde l'entrée de la grotte de celui-ci. Il y a de nombreux Grulls & Wartoks.
- Ravenshold : C'est une région glaciale et montagneuse. Un port y est installé pour accueillir les bateaux venant des îles Andrellian. À l'intérieur des terres, une base militaire est installée pour éliminer les Wartoks, les Grulls mais aussi les Yétis. Cette base est commandée par Ranwulf. Le sorcier Zegorro habite dans une tour pas loin de la base militaire. Ici se trouve aussi le Tombeau des Guerriers Oubliés et le terrain de chasse de l'immense et terrible Yéti, Daemong. De nombreux autels ont été installés par des Grulls qui, depuis, se régalent à faire couler le sang des hommes dessus.
- Toundra du nord: C'est le territoire qui se trouve au Nord de Ravenshold. C'est un endroit tout aussi glacial & montagneux. Un camp d'homme a été établi dans une des grottes de ce territoire. C'est la frontière avec Shiverbane, le territoire des Semis-Hommes. La Toundra du Nord est aussi reliée par un portail magique à une vallée ou grouille de nombreux Golem de Glace. Stormhowler, un chef Wartoks qui avait sa base ici, a volé des gants magiques qui permettent à son possesseur de devenir invisible. C'est un grand problème pour les hommes de la Toundra du Nord...
- Shiverbane : C'est le territoire des Semis-Hommes. Aucun humain n'y vit. C'est un endroit enneigé au relief très marqué par de nombreuses montagnes. Il y a aussi de nombreuses grottes. Les Semis-Hommes ont asservi quelques Yéti qu'ils utilisent comme gardes.
- Vallée des victimes : Une région, dans un premier temps, assez fertile marquée pas de nombreuses ruines. Un village est installé à l'intérieur des terres. Ensuite, une large étendue de sable et de haute montagne marque la frontière entre cette vallée et le Désert des Larmes. La zone désertique comporte une forte population de Wartoks, Grulls et Squelettes. Le fils d'un des villageois s'est fait enlever par un groupe de Wartoks. Depuis, le père du garçon est effondré.
- Le Désert des Larmes : Un lieu hostile & aride. Quelques ruines sont présentes mais la plus imposante et sans aucun doute celle de l'ancien Palais de l'Ordre des Ténèbres: la Sanguinade. Elle est gardée par deux anciens dragons cet Ordre : Shaza et Tora. Ceux-ci sont d'humeur massacrante lorsqu'à leurs réveils ils voient l'assassin de leur frère: Arokh. Le Désert des Larmes est l'endroit où vivait Jade avant que tout ne soit détruit par les Seigneurs du Désert.
- Ruine de la Sanguinage : Des ruines de style oriental. Il n'y a aucune présence humaine. Ces ruines sont souvent de longs couloirs tortueux dans lesquels il est vite facile de s'y perdre. Rynn doit trouver l'interrupteur pour désactiver le Chemin de Sang, celui que doit emprunter Arokh pour se rendre à Stratos. À la dernière salle de ces ruines labyrinthique se trouve une île volante qui emmène à Stratos. Les seuls choses qui peuplent ces ruines sont les morts-vivants.
- Stratos : C'est l'endroit final du jeu. C'est un ensemble d'îles volantes. Jasaad & les Seigneurs du Désert vivent ici. la dernière porte à ouvrir se trouve dans un temple, ou milieu des îles de Stratos. Mais ce temple est fermé par un barrière magique et c'est là que se trouve le Golem du Châtiment. Pour pouvoir pénétrer dans ce lieu, il va falloir explorer la grotte de Grotus, le chef des Djinns, pour prendre la potion de désenchantement puis aller dans la Salle de Mariage pour pouvoir infiltrer le repaire de l'ignoble Mage de Chair, le créateur du Golem du Châtiment.
- La ville des Damnés : C'est un lieu que l'on peut explorer à différents endroits à différents moments du jeu. D'un côté, le territoire du Nécromancien, Khossa Vole, qui avait été tué par le général Dehrimon il y a longtemps. Son esprit désincarné est en possession d'un objet magique: la Pierre Tombale. Cet objet lui permet d'accroitre la population de morts-vivants. C'est lui qui a donné vie au Démon-Squelette qui hanté les catacombes du Monastère. De l'autre, les terres de Gothraul, le Prince des Ghoules. C'est le Seigneur du royaume des morts et c'est lui qui est responsable de toutes les âmes perdues et malfaisantes. Il fut allié à l'Ordre des Ténèbres et veut propager ces idéaux qui lui sont chers. Il appelle ses sujets les "Fils de Navaros" en hommage à l'Ordre des Ténèbres.

### Personnages

#### les héros et personnages amicaux
- RYNN

Background : Rynn habitait un petit village qui a été ravagé par les wartocks. Ces derniers ont enlevé son petit frère et pour pouvoir le secourir, Rynn s'est liée au dragon Arokh. Cependant, son courage n'a pas sauvé le jeune garçon. 
Elle se distingue par ses trois aptitudes (arc, épée, et magie) dont le développement influe de manière sensible sur la façon de progresser dans le jeu et d'aborder les ennemis.
Au début du jeu, elle possède un point dans chaque catégorie (on parle de points d'expérience), elle gagne ensuite d'autres points en tuant des ennemis. Au total on dénombre 11 points qu'on peut répartir dans les 3 compétences (arc - épée - magie). Chacune de ces compétences ayant un maximum de 8 points, il faut donc faire des choix car seule une des compétences pourra être optimisée.
AROKH
Le dragon, fidèle compagnon de Rynn, il se distingue par ses attaques magiques (voir sorts d'Arokh ci-dessous). Au début du jeu il ne possède que le pouvoir de feu mais pourra acquérir d'autres pouvoirs en faisant des quêtes annexes ou en suivant normalement le scenario du jeu.
Arokh ne peut évoluer à proprement parler mais est sensible à l'évolution de Rynn dans le jeu : si Rynn développe sa compétence magie, alors la jauge de mana d'Arokh se videra moins vite

## Système de jeu
Le jeu se déroule en deux phases :
- Première phase : la phase "à pied" où le jeu se déroule avec Rynn seule.

Dans cette phase, elle devra s'équiper d'armes et d'armures et user de magie afin de faire sa quête dans des endroits inaccessibles à Arokh.
- Seconde phase : la phase "en vol" où Rynn se trouve sur le dos d'Arokh.

Elle n'utilise plus ses armes, mais Arokh utilise ses sorts qui sont au nombre de 10 repartis en cinq catégories :

### Sorts d'Arokh
- Feu : Sort de base d'Arokh : il lance des boules de flammes. Attaque secondaire : il crache du feu sur une courte distance mettant le feu aux ennemis touchés.
- Glace : Attaque de glace : Arokh projette un froid glacial qui entraîne la cristallisation de l'ennemi et son explosion si sa vie est trop basse. Attaque secondaire : Arokh déclenche une tempête hivernale qui change les ennemis environnants en glace.
- Foudre : Attaque de foudre : Arokh envoie des éclairs qui peuvent toucher plusieurs ennemis à la fois. Attaque secondaire : Arokh envoie une boule électrique qui décharge des éclairs sur les ennemis.
- Sonique : Attaque de Zone non-élémentaire : Arokh envoie des ondes sonores qui peuvent faire exploser l'ennemi. Attaque secondaire : Arokh envoie une onde sonore très puissante qui en explosant peut faire exploser les ennemis aux alentours.
- Ténèbre : Attaque puissante et vol de vie aux ennemis : Arokh libère des âmes qui vont s'attaquer aux ennemis, prendre une partie de leur énergie vitale et vont la redonner à Arokh. Attaque secondaire : Arokh envoie un tourbillon sur l'ennemi et peut l'engloutir si l'ennemi n'est pas loin. C'est l'attaque la plus puissante d'Arokh et celle qui demande le plus de mana.

### La magie
La magie est omniprésente dans le monde de Drakan et peut être utilisée par les personnages :
RYNN
Rynn peut boire des potions magiques pour se rendre invulnérable, remonter ses PV... ou utiliser des sorts qu'elle achète dans le magasin de magie de Surdana. Une autre possibilité consiste à utiliser des armes magiques : arcs enchantés, épées élémentaires...
AROKH
voir les sorts d'Arokh dans la catégorie gameplay.

### Les armes
Les armes se caractérisent par leur vitesse, leur efficacité, leur solidité et leur portée. À noter que la mention AP indique la possibilité à une arme de transpercer les armures.
En règle générale plus l'arme est puissante plus le niveau d'expérience doit être élevé pour s'en servir mais il y a beaucoup d'exceptions notamment pour les épées.
Tout au long du jeu Rynn à la possibilité d'acheter des armes chez des marchands mais les armes les plus puissantes sont souvent cachées et il faut parfois accomplir plusieurs quêtes annexes pour pouvoir se procurer une épée puissante.